# Астрономічна одиниця
Астрономі́чна одини́ця (скорочено — а. о., міжнародне позначення — au, від англ. astronomical unit) — позасистемна одиниця відстані, вживана переважно в астрономії. Дорівнює середній відстані Землі від Сонця (≈149,6 млн км). Міжнародний астрономічний союз рекомендує визначати астрономічну одиницю як 149 597 870 700 м точно.
Одиницю здебільшого застосовують для вимірювання відстаней між об'єктами Сонячної системи, а також між компонентами подвійних зір. Світло долає цю відстань за 8 хвилин і 19,8718281653569 секунд.

## Приклади
- Середня відстань між Землею та Місяцем 0,0026 ± 0,0001 а. о.
- Середня відстань між Марсом і Сонцем 1,52 ± 0,14 а. о.
- середня відстань між Юпітером та Сонцем 5,20 ± 0,05 а. о.
- Орбіта Седни лежить на відстані від 76 до 942 а. о. від Сонця; Станом на 2006 рік Седна перебувала на відстані 90 а. о. від Сонця.
- У жовтні 2021 Вояджер-1 перебував на відстані 154 а. о. від Сонця. Це найвіддаленіший об'єкт, зроблений людиною.
- Найближча зірка Проксіма Центавра розташована на відстані ≈268 000 а. о. від Сонця.
- Діаметр Бетельгейзе — 2,57 а. о.
- Відстань від Сонця до центру Чумацького Шляху приблизно 1,7×109 а. о.

## Зв'язок з іншими одиницями
- 1 світлова секунда ≈ 0,002 а. о
- 1 світлова хвилина ≈ 0,120 а. о
- 1 світлова година ≈ 7,214 а. о
- 1 світловий день ≈ 173 а. о.
- 1 світловий рік ≈ 63 241 а. о
- 1 парсек ≈ 206 265 а. о

## Історія
Тихо Браге обчислив відстань від Землі до Сонця у 8 млн км. Згодом Йоган Кеплер отримав результат 24 млн км. Ці дані дуже відрізняються від реальних. Лише 1672 року Джованні Кассіні отримав значно точніші дані. Задля цього він, перебуваючи в Парижі виміряв розташування Марса на фоні зір, а одночасно з ним, у Французькій Гвіані Жан Ріше (фр. Jean Richer) теж здійснив аналогічні спостереження. Зіставивши дані двох вимірювань, астрономи отримали паралакс Марса, та на основі цих даних обчислили, що відстань від Землі до Сонця становить 140 млн км, що лише на 7 % менше за сучасні дані.

Згідно з постановою МАС 1976 року астрономічну одиницю було визначено як радіус кругової орбіти тіла малої маси, яке за відсутності збурень від інших планет обертається навколо Сонця з періодом один рік. У системі сталих IERS 2003 року астрономічна одиниця дорівнювала 149 597 870 691 ±6 м.
Багаторічні вимірювання відстаней між планетами у сонячній системі зафіксували повільне їх збільшення (зі швидкістю близько 15 сантиметрів за рік — для відстані від Землі до Сонця), що перевищує точність сучасних вимірювань на порядок. Одним з факторів, що може спричиняти такий вплив, є зменшення маси Сонця внаслідок сонячного вітру, однак спостережувана величина значно перевищує розрахунковий ефект (3 см на рік). За вимірюваннями 2010 року астрономічна одиниця становила 149 597 870 700±3 m.
28-ма Генеральна асамблея Міжнародного астрономічного союзу рекомендувала перевизначити астрономічну одиницю в одиницях системи SI як 149 597 870 700 м рівно. Водночас було стандартизовано міжнародне позначення астрономічної одиниці: au.